# Region Adamawa

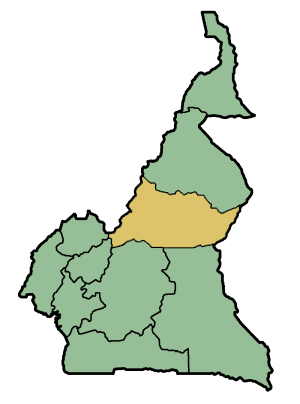
Położenie regionu Adamawa na mapie Kamerunu

Adamawa (ang. Adamawa Region, fr. Région de l'Adamaoua) – region Kamerunu. Jego stolica to Ngaoundéré. Obszar 63 691 km² zamieszkuje około 495 tys. mieszkańców (1987). Zamieszkany przez członków ludów Fulbe, Tikar i Gbaja.

## Geografia

### Warunki wodne
Adamawa, z powodu licznych rzek biorących początek w obrębie tego górzystego regionu, jest czasami nazywana "wieżą ciśnień" Kamerunu. Zachowanie tych rzek ściśle zależy od ilości opadów – dużych, nieraz powodujących powodzie, w porze deszczowej (od maja do września) lub małych w porze suchej (od października do kwietnia). Region leży w dorzeczu Nigru i zlewiskach jeziora Czad i Atlantyku.
Rzeka Mayo Deo ma źródło w górach Gotel i płynie do Regionu Północnego. Rzeka Faro ma źródło nieco dalej na wschód, lecz zanim dotrze do Regionu Północnego i połączy się z rzeką Mayo Deo, zakreśla szeroki łuk na wschód i północ.
Dwie największe rzeki płyną do jeziora Czad. Rzeka Mbéré ma źródła na północ od miasta Meïganga i płynie na północny wschód ku granicy z Regionem Północnym i Republiką Środkowoafrykańską. Rzeka Vina, mająca źródła na północ od Ngaoundéré, wpływa do Regionu Północnego i łączy się z rzeką Mbéré, tworząc rzekę Logon.
Rzeki Mbam, Kim i Djérem leżą w zlewisku Atlantyku. Dwie pierwsze mają źródła na południowym wschodzie i płyną do Regionu Centralnego. Djérem powstaje z odnóg – wschodniej i zachodniej – łączących się w zbiorniku Mbakaou. Później płynie do Regionu Wschodniego.
W kraterach wygasłych wulkanów powstały jeziora. Najsłynniejsze to Tison i Mbalang.

### Ukształtowanie terenu

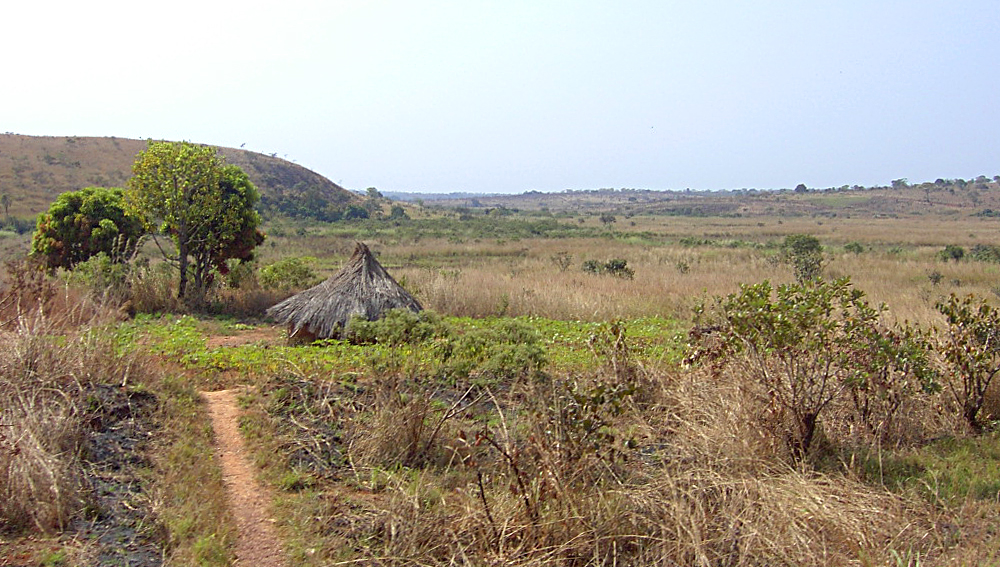
Krajobraz niedaleko Ngaoundal w regionie Adamawa

Na południu regionu rozciąga się Wyżyna Południowokameruńska. Ku północy jej teren wznosi się nieznacznie, przechodząc w Wyżynę Adamawa. Jej wysokość waha się od 1000 do 2000 m n.p.m. Rozciąga się od Nigerii do Republiki Środkowoafrykańskiej. W dolinach rzek Djérem i Mbéré opada do 500 m.
Na terenie regionu zdarzają się uskoki. Największy z nich – Uskok Kameruński – powstał w okresie kredy. Góry Mbang rozciągają się ku wschodowi ostrymi graniami wzdłuż tego uskoku. Leżące na terenie Regionu Zachodniego i Północno-Zachodniego oraz w Nigerii góry Mambilas sięgają również do Adamawy. Góry Gotel rozciągają się bardziej na północ, wzdłuż granicy z Nigerią. Najwyższy punkt w regionie (2460 m n.p.m.) to góra Tchabal Mbabo w górach Gotel.

### Klimat
Kamerun leży w strefie klimatów równikowego i podrównikowego. Charakteryzują się one średnią temperaturą wszystkich miesięcy powyżej 20º C i ulewnymi deszczami. Jednakże wyżynno-górski charakter regionu Adamawa sprawia, iż klimat tutaj jest zróżnicowany.
Na południu są cztery pory roku: pora sucha od grudnia do maja, pora deszczowa od maja do czerwca, pora sucha od lipca do października i pora deszczowa od października do listopada.
Na terenie Wyżyny Adamawa są dwie pory roku: sucha od listopada do kwietnia i deszczowa od kwietnia do listopada. Opady wynoszą przeciętnie od 900 do 1500 mm rocznie i maleją, im dalej na północ. Maj, czerwiec i sierpień to najbardziej deszczowe miesiące. W maju i czerwcu zdarzają się tornada. Ponadto od listopada od stycznia robi się chłodniej. W styczniu, wraz z wiatrem harmattan, robi się cieplej. Kwiecień jest najcieplejszym miesiącem. Ulewne deszcze w maju i czerwcu ponownie obniżają temperaturę.
W południowo-zachodniej części Wyżyny Adamawa opady są wyższe i wynoszą od 1500 do 2000 mm rocznie. Tu też są dwie pory roku, sucha i deszczowa.

### Fauna i flora
Ogromny wpływ na roślinność regionu miała działalność człowieka. Ten niegdyś bardzo zalesiony region został ogołocony z drzew wskutek wycinania i wypalania lasów oraz intensywnej hodowli bydła.
Południe regionu pokrywa sawanna gwinejska, formacja przejściowa między wilgotnymi lasami równikowymi a suchą północą kraju. Na wyżynach sawanna jest bardziej sucha i mniej na niej drzew. Warstwa trawy jest cienka, a naturalna roślinność utrzymała się jedynie w dolinach rzek.
Te nieliczne drzewa, które zdobią krajobraz, są i wiecznie zielone, i zrzucające liście w porze suchej. Powyżej 1800 m n.p.m. dominują paprocie i bambusy. Głównym składnikiem roślinności na całym terenie, z wyjątkiem lasów i niewielkich obszarów pokrytych karłowatym buszem, są trawy. Południowo-zachodnia część Wyżyny Adamawa jest porośnięta sawanną drzewiastą.
W regionie są dwa parki narodowe: Parc National du Mbam et Djérem i Parc National de Boumba Ndjida.

## Demografia

### Rozmieszczenie ludności
Region jest rzadko zaludniony (8 os./km²). Wielkie obszary są używane przez Fulbe jedynie dla wypasu bydła. Stałe osadnictwo na tych terenach jest czymś wyjątkowym. Rząd podjął starania, by skłonić Fulbe do osiadłego trybu życia, lecz nie odniosły one zamierzanych skutków i lud ten pozostał przy koczownictwie. Jako że pas sawanny przesuwa się na południe, obserwuje się znaczące ruchy ludności do Regionu Centralnego i Wschodniego.
Ngaoundéré jest jednym z najszybciej rozwijających się miast Kamerunu. Zawdzięcza to m.in. lokalizacji na końcu linii kolejowej północ-południe. Stara część miasta jest otoczona gąszczem nowo pobudowanych uliczek. Różnorodność etniczna i kulturowa regionu jest widoczna w Ngaoundéré, gdzie spotykają się przedstawiciele wszystkich ludów mieszkających w regionie.
Południowy wschód i północna granica regionu jest gęściej zaludniona.

### Ludność

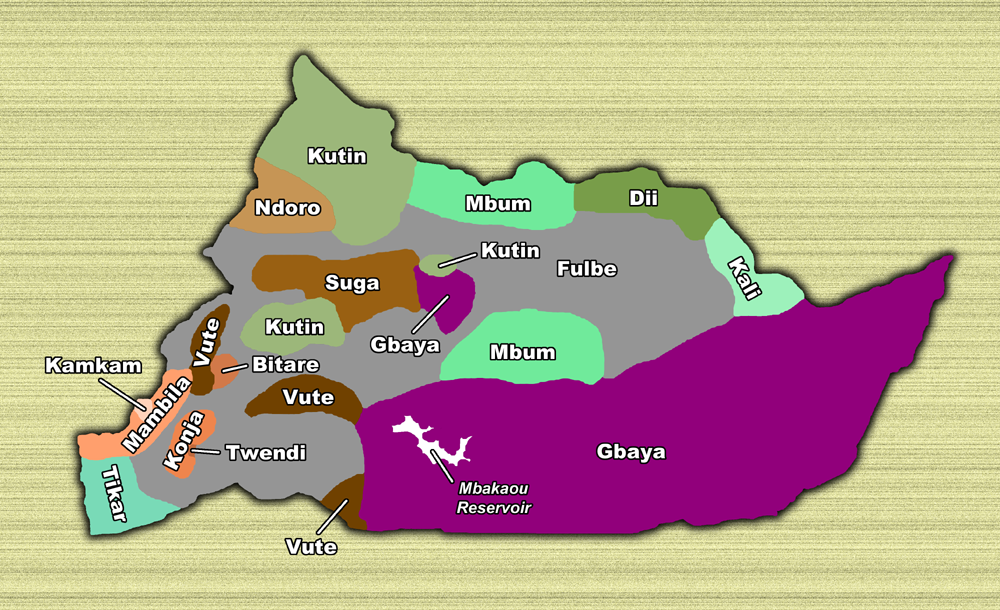
Rozmieszczenie poszczególnych grup etnicznych na terenie regionu

Najwygodniejszym kryterium podziału ludności regionu jest język używany przez poszczególne grupy. Najliczniejsza grupa to ludzie posługujący się językami z grupy bantu. Zamieszkują przeważnie zachodnią część regionu. Do tej grupy zaliczają się Ndoro (północny zachód), Suga (zachód), Vute (zachód i południowy zachód), Mambila (południowy zachód) i Tikar (południowy zachód).
Do mówiących językami adamawa-ubangijskimi zalicza się Kutin (północny zachód), Kali (wschód), Dii (północny wschód), Mbum (centrum i północ) i Gbaya (południe i południowy wschód).
Wśród stanowiących blisko 60% mieszkańców regionu Fulbe rozróżnia się osiadłych i koczowników (Bororo). Ci osiadli zamieszkują największe miasta regionu – Banyo, Tibati, Tignere i Ngaoundéré. Ich koczowniczy pobratymcy przemieszczają się natomiast ze swoimi stadami. Obie te grupy posługują się językiem ful. Służy on za lingua franca w regionie.

### Religie
Główną religią jest islam, zwłaszcza wśród Fulbe. Ma on jednak odmienny charakter wśród ludności osiadłej, która jest bardziej religijna, i wśród koczowników, będących muzułmanami często tylko z nazwy. Pewne postępy osiąga również chrześcijaństwo. Wiele ludów, szczególnie w górach w pobliżu granicy z Nigerią, pozostało przy swych wierzeniach pierwotnych (animizm itp.).

## Gospodarka

### Hodowla
Gospodarka regionu opiera się głównie na hodowli bydła, opanowanej przez Fulbe. Mała gęstość zaludnienia, duża wilgotność i olbrzymie połacie ziemi porośnięte trawą tworzą doskonałe warunki dla hodowli. Fulbe przenoszą się z miejsca na miejsce, kopiąc studnie dla siebie i swoich zwierząt.
Przywiązanie hodowców do ich stad ma źródło w kulturze ludu Fulbe, dla którego liczba krów jest wyznacznikiem bogactwa i powodzenia. Prowadzi to do tego, iż często właściciele nie zabijają swych zwierząt lub trzymają w stadzie sztuki ewidentnie chore, byleby nie zmniejszyć liczby posiadanych krów. Niemniej jednak wielu Fulbe sprzedaje swoje bydło na targach Jaunde i Duala (niektórzy docierają nawet do Gabonu i Demokratycznej Republiki Konga). Główne drogi pędzenia bydła prowadzą poprzez zachodnią część regionu i wzdłuż granicy z Czadem.
Hoduje się głównie garbate krowy zebu. Odmiana żyjąca w okolicach Ngaoundéré i Banyo zwie się Peul zebu – są to duże, mięsne krowy o ciemnobrązowych bokach z białymi kropkami. Koczownicy Fulbe hodują odmianę Bororo zebu – o jaśniejszym umaszczeniu – lepiej przystosowaną do przebywania dużych dystansów.
Rządowy Instytut Badań Zootechnicznych (Institut de Récherche Zootechniques) i organizacja SODEPA utworzyły wiele nowoczesnych gospodarstw hodowlanych. Wyhodowano w nich nowe odmiany bydła, krzyżując te hodowane przez Fulbe ze sprowadzanymi ze Stanów Zjednoczonych. Władze podjęły także starania, mające na celu wyplenienie z regionu muchy tse-tse.
Hoduje się również, choć w o wiele mniejszej liczbie, konie, osły, kozy i owce. Świń hoduje się niewiele ze względu na muzułmański charakter regionu.

### Uprawa
Niemal całe rolnictwo regionu służy zaspakajaniu indywidualnych potrzeb rolników. Uprawia się głównie proso, maniok, kukurydzę, taro, jam i orzeszki ziemne.
Ludy Gbaya, Mbum i Dourou są najwydajniejszymi rolnikami, choć w porze deszczowej nawet ludy hodujące bydło uprawiają ziemię. Rolnicy uprawiają małe działki oczyszczone wcześniej z zarośli. Sieją w porze suchej. Zbiory przypadają na porę deszczową.
Uprawy przeznaczone na rynek nie stanowią wielkiego udziału w całości upraw. Istnieją niewielkie plantacje pszenicy, kawy i prosa.

### Przemysł
Adamawa nie ma rozbudowanego przemysłu. Większość istniejących zakładów produkcyjnych mieści się w stolicy regionu. Rozwijają się gałęzie przemysłu związane z hodowlą bydła – przemysł skórzany i spożywczy. Istnieją też zakłady gumowe i kosmetyczne. Rzemiosło (obróbka drewna i tkactwo) także odgrywa pewną rolę w gospodarce. Wydobywa się cynę (w okolicach Mayo Darle i granicy z Nigerią) i boksyt (koło Ngaoundal i Minim-Martap). Eksploatuje się również wody mineralne (np. koło Doungue).

### Transport
Ngaoundéré to swego rodzaju brama wjazdowa do regionu. Najłatwiej dostać się do niej z południowego Kamerunu linią kolejową "Transcam II". Zabiera to od 12 do 30 godzin, choć, jeśli kogoś na to stać, można uczynić podróż znośniejszą wykupując miejsce w kuszetce. Pozostali muszą znosić tłok, ryzykując "zapoznanie się" z tutejszymi kieszonkowcami.
Sieć drogowa nie jest w najlepszym stanie. Duża część dróg jest nieutwardzona. Dwie główne drogi to: droga krajowa nr 6 z Foumban w Regionie Zachodnim biegnie przez Banyo, Tibati i Meïganga; droga krajowa nr 15 z Sangbe w Regionie Centralnym przez Tibati do Ngaoundéré.
Lokalne linie lotnicze łączą Ngaoundéré z Jaunde, Duala, Garoua i Maroua. Małe lotniska mieszczą się też w Tignère, Banyo, Ngaoundal, Tibati i nad Zbiornikiem Mbakaou.

### Turystyka
Większość turystów odwiedza Adamawę tylko przelotnie, w trakcie przesiadki z pociągu do autobusu w swej drodze na północ. Ci, którzy zatrzymują się tu na dłużej, są przeważnie zainteresowani kulturalnym bogactwem regionu. Niektórzy władcy plemienni udostępniają dla turystów swe pałace, jak choćby władca Ngo. Warte obejrzenia są również malownicze krajobrazy – jeziora w kraterach wulkanów, jaskinie i wodospady.

## Administracja i warunki społeczne
Pewne tarcia pomiędzy poszczególnymi ludami, jakie występują na terenie regionu, mają swoje źródło w wysokim poziomie jednorodności kulturowej ludności. Jako że Adamawa jest w większości zamieszkana przez muzułmanów Fulbe, to ci nienależący do tej grupy stają się czasami obiektem ataków czy niechęci, zwłaszcza na wsi.
Adamawa, ze swą niewielką liczbą ludności, nie odgrywa wielkiej roli w życiu politycznym kraju. Jednakże liczni Fulbe, zamieszkujący trzy północne regiony, stanowią grupę, której politycy nie mogą łatwo zignorować. Istnienie i aktywność polityczna tej grupy jest w zasadzie jedynym sposobem na ograniczanie faworyzowania południa kraju.

### Administracja lokalna

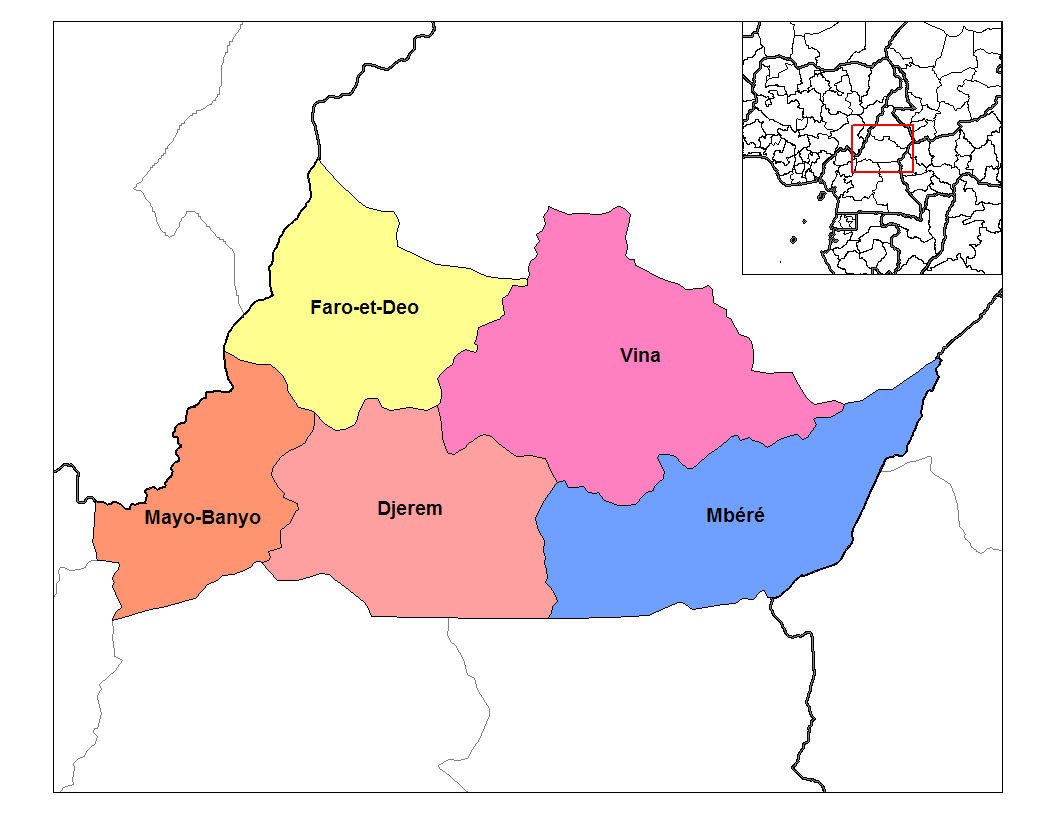
Departamenty regionu Adamawa

Region Adamawa jest podzielony na pięć departamentów: Djérem ze stolicą w Tibati, Faro-et-Déo ze stolicą w Tignère, Mayo-Banyo ze stolicą w Banyo, Mbéré ze stolicą w Meïganga i Vina ze stolicą w Ngaoundéré. Na czele regionu stoi mianowany przez prezydenta gubernator. Na czele departamentu stoi, także mianowany przez prezydenta, prefekt.

### Tradycyjne struktury polityczne
Lamido, tradycyjni władcy muzułmańscy, w dalszym ciągu mają duże wpływy wśród swych poddanych należących do ludu Fulbe. Swoich lamido ma większość dużych miast, a także wiele wsi. Często wybierają sobie oni rady, służące im pomocą. Członkowie rad pochodzą tak z Fulbe, jak i z innych ludów. Rząd zezwala lamido utrzymywać własne dwory i więzienia. To ostatnie budzi sprzeciw obrońców praw człowieka.
Większość pozostałych ludów nominalnie podlega władzy wodzów. Faktycznie nie mają oni żadnej władzy. Jednakże wśród Tikar wciąż odgrywają pewną rolę. Każdemu z wodzów wśród Tikar służy grupa doradców – Rada Dostojników. Wodzom są podporządkowani wodzowie niższej rangi – Sous chefs i Chefs de quatier – sprawujący rządy w poszczególnych częściach wsi czy miasta.

### Szkolnictwo
Poziom szkolnictwa jest niski. Koczownicy rzadko wysyłają swoje dzieci do szkoły. Osiadli Fulbe wydają swoje młode córki za mąż, a zamężne dziewczęta do szkoły nie chodzą. Analfabetyzm według szacunków sięga 80%.
Kolejną przeszkodą jest niedobór szkół i nauczycieli. Szkoły mieszczą się głównie w większych miastach, co zmusza młodzież do długich podróży. Dotyczy to zwłaszcza szkół średnich. W dodatku kameruńscy nauczyciele, którzy są wyznaczani do pracy w regionie, często odrzucają te propozycje ze względu na odległe położenie miejsca pracy.

### Opieka medyczna
W większości miast regionu jest dostępna jakaś forma opieki medycznej, choć są to przeważnie niewielkie przychodnie. W stolicy funkcjonuje szpital. Wielu chorób trapiących ludność dałoby się uniknąć, gdyby nie trudności w zachowaniu podstawowych zasad higieny, spowodowane brakiem dostępu do czystej wody i brakiem kanalizacji. Ma to szczególnie istotne znaczenie w stale rozrastającym się Ngaoundéré. Kolejnym problemem jest HIV i AIDS. Oficjalnie około 17% ludności jest nosicielami wirusa. Wyniki te opierają się na badaniach przeprowadzonych w Ngaoundéré, lecz na prowincji wskaźnik ten jest prawdopodobnie niższy.

### Życie kulturalne
W regionie kwitnie bogata kultura ludowa. Jednym z wartych wymienienia przykładów jest menang, taniec ludu Tikar. Tańczy się go z wielu różnych powodów, od chęci pomocy wojownikom po uczczenie kobiecej zmysłowości. Narodziny, wesela i pogrzeby są zwykle okazją do hucznych zabaw wśród niemuzułmańskiej części ludności.

## Historia

### Kontakty z Europejczykami
Brytyjscy badacze, którzy w 1822 dotarli na teren obecnego regionu Adamawa, byli pierwszymi Europejczykami w tej części kraju. Niemiec, doktor Gustaw Nachtigal, jako pierwszy prowadził intensywne badania regionu. W latach 1869–1873 badał, jakie ludy zamieszkują te tereny, jakie są stosunki pomiędzy nimi i czy są tu bogactwa nadające się do eksploatacji. Brytyjczyk Eduard E. Flegel poszedł w jego ślady w 1882. Badał emirat Adamawa. Organizując handel, dotarł daleko na południe – do Banyo. Zmarł w 1883 w trakcie podróży. W tym czasie zakończył się też okres pokojowych i przyjaznych kontaktów pomiędzy Zachodem i imperium Fulbe – Niemcy zajęli jego część w 1884, zaś reszta została wcielona do brytyjskiej Nigerii.

### Niemiecka administracja
Fulbe zażarcie przeciwstawiali się niemieckiej ekspansji. Niemiecki gubernator Jesko Von Puttkamer wysłał ekspedycję pod dowództwem kapitana Von Kamptz do stłumienia oporu. 7 maja 1899 zdobyto Banyo, miesiąc później upadło Tibati, zaś Ngaoundéré 20 września 1901. Wyżyna Adamawa została spacyfikowana, zaś Niemcy posuwali się dalej na północ w kierunku miasta Garoua.
Niemcom ostatecznie udało się stłumić opór Fulbe i obecny region Adamawa został podporządkowana administracji kolonialnej z siedzibą w Ngaoundéré. Większości lamido zezwolono nadal sprawować władzę, ale poddano ich nadzorowi. Ci, którzy nie zgodzili się na takie warunki, byli usuwani. Władze popierały nawracanie na islam niemuzułmanów, gdyż to poddałoby ich władzy uległych wobec Niemców lamido.

### Francuska administracja
Porażka Niemiec w I wojnie światowej na teatrze afrykańskim w 1916 sprawiła, iż kraj znalazł się pod władzą Francji – trzeciego mocarstwa kolonialnego w przeciągu mniej niż stulecia. Siedziba nowych władz mieściła się w Garoua.
Polityka francuska była nieco odmienna od niemieckiej. Lamido pozostali przy władzy, choć teraz musieli realizować politykę francuską. Pozbyto się opornych władców. W rezultacie w 1936 regionem rządziło trzydziestu dziewięciu lamido i jeden sułtan. Za rządów francuskich rozbudowano infrastrukturę, w szczególności drogi.
W 1956 Francja nadała wszystkim swoim zachodnioafrykańskim koloniom autonomię. André-Marie Mbida został pierwszym premierem Kamerunu. Mbida szybko zraził do siebie północną część kraju, wprowadzając uchwały Abong-Mbang. Jedna z nich wzywała do "demokratyzacji" północnej części kraju, co zostało odczytane przez muzułmańskich władców jako zamach na ich wpływy. Zagrozili odłączeniem od Kamerunu i przyłączeniem się do francuskiego Czadu, jeśli uchwały nie zostaną cofnięte. Te wydarzenia doprowadziły do dymisji Mbidy i zastąpienia go przez Ahmadou Ahidjo – muzułmanina z północy.

### Czasy najnowsze
Ahmadou Ahidjo został pierwszym prezydentem niepodległego Kamerunu 1 stycznia 1960. Poświęcił znaczne środki, by wspomóc rozwój swej rodzinnej północy. Między innymi zmodernizowano drogę z północy do Jaunde i w 1961 rozpoczęto budowę linii kolejowej, która w 1971 dotarła do Ngaoundéré.
Muzułmanie z północy przyjęli wybór nowego prezydenta – Paula Biyi – podejrzliwie. Stało się tak za sprawą Moussy Yayi, stronnika Ahidjo, który został przez Biyę i prasę oskarżony o próbę obrócenia lokalnych władców (lamido) przeciwko nowemu prezydentowi. Biya może liczyć na pewne poparcie w regionie, lecz z pewnością nie jest ono tak duże jak na południu kraju. Dzieje się tak, ponieważ aktywność prezydenta w tym regionie jest minimalna. W 1983 dokonano podziału dawnego Regionu Północnego na obecne regiony Północny, Dalekiej Północy i Adamawa. Za jego sprawą włączono Uniwersytet w Ngaoundéré do krajowego systemu edukacji.